# Pfitznerova–Moffattova oxidace
Pfitznerova–Moffattova oxidce, někdy nazývaná Moffattova oxidace, je organická reakce sloužící k oxidaci primárních alkoholů na aldehydy a sekundárních na ketony; oxidačním činidlem je přitom směs dimethylsulfoxidu (DMSO) a dicyklohexylkarbodiimidu (DCC). Tuto reakci objevil J. Moffatt se svým studentem K. Pfitznerem v roce 1963.

## Stechiometrie a mechanismus
Při této reakci se používá po jednom ekvivalentu diimidu, sloužícího jako dehydratační činidlo, a sulfoxidu, jenž je oxidačním činidlem:
(CH3)2SO + (CyN)2C + R2CHOH → (CH3)2S + (CyNH)2CO + R2C=O
Časté je používání přebytků sulfoxidu a diimidu.
Při reakci se také vytvářejí dimethylsulfid a močovina. Dicyklohexylmočovina ((CyNH)2CO) se od produktu odděluje obtížně.
Mechanismus obsahuje sulfoniový meziprodukt, vzniklý reakcí DMSO s karbodiimidem.
Tento meziprodukt je velmi reaktivní a atakuje jej alkohol. Poté se přesmykem tvoří alkoxysulfoniový ylid, následně se rozkládající na dimethylsulfid a karbonylovou sloučeninu.
Pfitznerova–Moffattova oxidace byla z velké části nahrazena Swernovou, kde je oxidantem také DMSO, a to za přítomnosti elektrofilního aktivátoru. Swernovy oxidace mívají vyšší výtěžky a snadněji se provádějí.